# Tighennif (ville)
Cet article concerne la commune d'Algérie de Mascara. Pour le site acheuléen de Tighennif en Algérie dans la Wilaya de Mascara, voir Tighennif (site acheuléen).
Tighennif (en arabe : تيغنيف, en berbère : ⵜⵉⵖⴻⵏⵏⵉⴼ) (anciennement Palikao pendant la colonisation française) est une commune de la wilaya de Mascara en Algérie, avec une population de plus de 100 000 habitants, elle est la quatrième ville de la wilaya après Mascara, Sig et Mohammadia.

## Toponymie
La toponymie de Tighennif viendrait du tamazight Tizi Ghennif, autrement dit le « Col de la victoire ».

## Histoire

### Époque coloniale française
La ville a été fondée le 28 janvier 1870 sous le nom de Palikao par les Français. Elle a été baptisée ainsi en l'honneur du général Cousin-Montauban nommé comte de Palikao après sa victoire sur les Chinois à la bataille de Palikao (1860).

### Époque de l'Algérie indépendante
À l'indépendance de l'Algérie en 1962, la ville porte le nom de Tighennif. Les maires qui se sont succédé dans l'administration de la ville sont : Kheladi Mokhtar (1976-1980), M. Benaoum (1980-1984) et de M. Missoum (1987-1988).

### Héraldique après l'indépendance

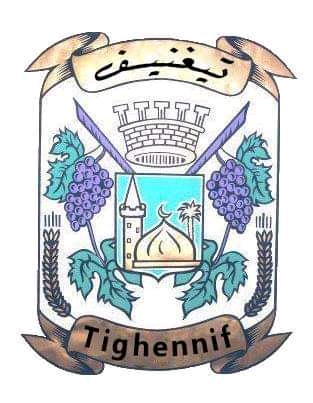
Blason de la ville de Tighennif.

## Personnalités liées à Tighennif
- Sid Ahmed Ghozali, homme politique algérien, plusieurs fois ministre, ancien premier ministre, y est né en mars 1937.